# Rupe, Celje
Rúpe so naselje ob severnem delu Celja.

## Prebivalstvo
Etnična sestava 1991:
- Slovenci: 71 (100 %)